# Rue des Blancs-Manteaux
Rue des Blancs-Manteaux är en gata i Quartier Saint-Gervais och Quartier Saint-Merri i Paris 4:e arrondissement. Rue des Blancs-Manteaux, som börjar vid Rue Vieille-du-Temple 51 och slutar vid Rue du Temple 40, är uppkallad efter de vita kappor (blancs manteaux), vilka bars av Servitordens medlemmar. Orden etablerade sig vid kyrkan Notre-Dame-des-Blancs-Manteaux på 1200-talet.

## Omgivningar
- Notre-Dame-des-Blancs-Manteaux
- Clos des Blancs-Manteaux
- Rue des Guillemites
- Fontaine des Guillemites
- Rue Pecquay
- Saint-Gervais-Saint-Protais
- Square Charles-Victor-Langlois
- Impasse des Arbalétriers
- Impasse de l'Hôtel-d'Argenson
- Jardin des Rosiers – Joseph-Migneret
- Rue des Singes
- Rue de l'Abbé-Migne

## Bilder
| - Notre-Dame-des-Blancs-Manteaux. - Clos des Blancs-Manteaux. - Square Charles-Victor-Langlois. |

| - Fontaine des Guillemites. - Rue Pecquay. - Rue de l'Abbé-Migne. |

## Kommunikationer
- Tunnelbana – linjerna   – Hôtel de Ville
- Tunnelbana – linje  – Rambuteau
- Busshållplats Archives – Rambuteau – Paris bussnät, linje 75

### Webbkällor
- ”Rue des Blancs-Manteaux”. Mairie de Paris. http://www.v2asp.paris.fr/commun/v2asp/v2/nomenclature_voies/Voieactu/1023.nom.htm. Läst 21 april 2021.
- ”Rue des Blancs-Manteaux”. Les rues de Paris. https://www.parisrues.com/rues04/paris-04-rue-des-blancs-manteaux.html. Läst 21 april 2021.